# Midila quadrifenestrata
Midila quadrifenestrata is een vlinder uit de familie van de grasmotten (Crambidae). De wetenschappelijke naam van de soort is voor het eerst gepubliceerd in 1858 door Gottlieb August Wilhelm Herrich-Schäffer.
De soort komt voor in Frans-Guyana, Brazilië en Bolivia.

## Ondersoorten
- Midila quadrifenestrata attacalis Walker, 1859
- Midila quadrifenestrata subfuscifusa (Munroe, 1970) (Frans-Guyana)